# Ligatur
För andra betydelser, se Ligatur (olika betydelser).

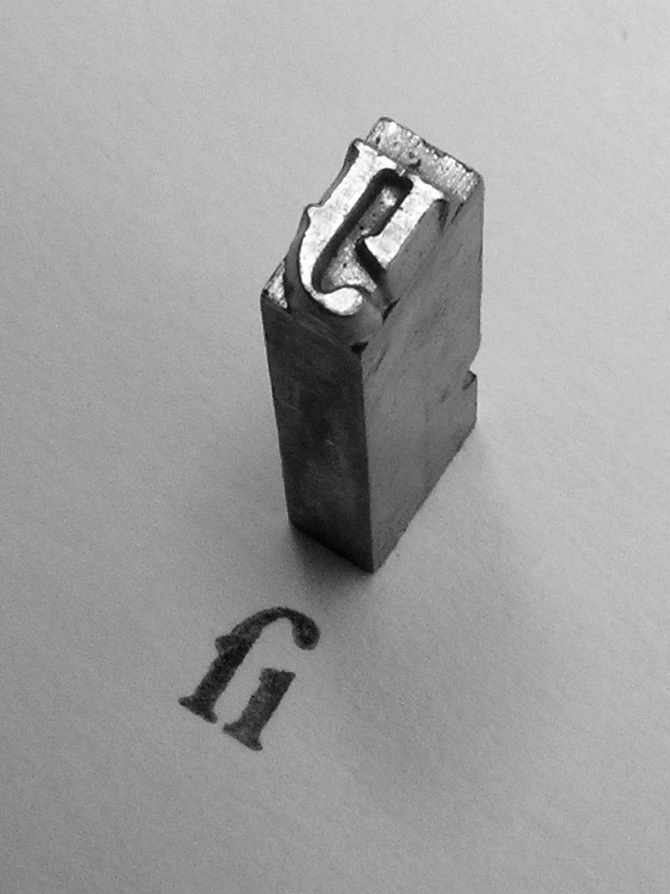
En blytyp och ett ſi-ligatur-tryck i 12p Garamond.

Ligaturer

Ligatur (av latinets ligatura, till ligare – binda, förena) är ett tecken bildat genom sammanskrivning av två eller fler tecken. Ligaturer kan förekomma i såväl handskriven som typografisk text (i tryck eller på skärm). Ligaturer är en typografisk och paleografisk, inte ortografisk eller grafematisk företeelse. Vanliga ligaturer är ﬁ och ﬀ.

## Beskrivning
En rad tecken som inte alltid betraktas som ligaturer är historiskt sett ligaturer, till exempel æ (ae), ø (oe), œ (oe), ß (ſs eller ſz eller sz eller ss, skarpt s i tyska språket), & (et). I vissa fall har ett av tecknen utvecklats till ett diakritiskt tecken, till exempel ä (ae), å (aa), ö (oe), ü (ue eller ui; jämför med stavningen Duisburg med ui för ü).
Snabel-a (@) är enligt vissa källor en ligatur. Meningarna är delade om det är en sammandragning av engelskans at, latinets ad eller franskans à. Enligt Svenska datatermgruppen är det det sistnämnda, då snabel-a "går tillbaka på franskans à i prisuppgifter (eng. commercial at), där den grava accenten i ett stiliserat skrivsätt flutit ut till en ring".
I nederländska språket är ĳ en ligatur. En berömd målare är van Dĳk, med nederländskt uttal [vɑn dɛik]. När invandrare med detta namn naturaliserades i Sverige ändrades uttalet efter tyskt mönster av ü till Dük, vilket försvenskades till Dyk eller Dyck.

## Historik
Ligaturer har förekommit i typografisk text alltsedan de första böckerna trycktes på 1400-talet, eftersom de varit mycket ofta använda i handskrifter på medeltiden. Under den digitala textframställningens era blev ligaturerna färre, eftersom det i kodningen för Typ1-fonter endast ingår ﬁ och ﬂ, och det saknades automatik för att omvandla en skriven teckensekvens till en ligatur. För att få tillgång till ytterligare ligaturer var man tvungen att byta till en expertfont, i fall en sådan fanns. Detta var ett omständligt tillvägagångssätt, och det ställde till problem vid stavningskontroll, automatisk avstavning och textsökning. De senaste åren har emellertid ligaturerna åter börjat bli vanliga, och det tack vare fontformatet OpenType, som tillåter betydligt fler ligaturer, vilka alla kan genereras automatiskt i vissa datorprogram. Inte minst den franska ligaturen œ (som finns i viktiga ord som œil = öga) har haft svårt att hanteras och skapat debatt. Danska och norska æ har däremot hanterats som egen bokstav och egen tangent vilket fungerat bra.

## Datorteknik
I datorer, i teckenkodningen Unicode, stöds följande ligaturer för latinska alfabet:
| ẞ | -   | U+1E9E |   |   |        | ß      | 223 | U+00DF | tyska                                      |
| Æ | 198 | U+00C6 |   |   |        | æ      | 230 | U+00E6 | latin, danska, norska, isländska, färöiska |
| Ĳ | -   | U+0132 |   |   |        | ĳ      | -   | U+0133 | nederländska                               |
| Œ | -   | U+0152 |   |   |        | œ      | -   | U+0153 | latin, franska                             |
| Ǆ | -   | U+01C4 | ǅ | - | U+01C5 | ǆ      | -   | U+01C6 | kroatiska, bosniska, serbiska              |
| Ǉ | -   | U+01C7 | ǈ | - | U+01C8 | ǉ      | -   | U+01C9 | kroatiska, bosniska, serbiska              |
| Ǌ | -   | U+01CA | ǋ | - | U+01CB | ǌ      | -   | U+01CC | kroatiska, bosniska, serbiska              |
| Ǣ | -   | U+01E2 |   |   |        | ǣ      | -   | U+01E3 |                                            |
| Ǳ | -   | U+01F1 | ǲ | - | U+01F2 | ǳ      | -   | U+01F3 |                                            |
| Ǽ | -   | U+01FC |   |   |        | ǽ      | -   | U+01FD | danska (används inte i praktiken)          |
| @ | 64  | U+0040 |   |   |        |        |     |        | symbol                                     |
| ℅ | -   | U+2105 |   |   |        |        |     |        | symbol                                     |
| № | -   | U+2116 |   |   |        |        |     |        | symbol                                     |
| ™ | -   | U+2122 |   |   |        |        |     |        | symbol                                     |
| |     |        |   |   |        | ﬀ (ff) | -   | U+FB00 |                                            |
| |     |        |   |   |        | ﬁ      | -   | U+FB01 |                                            |
| |     |        |   |   |        | ﬂ      | -   | U+FB02 |                                            |
| |     |        |   |   |        | ﬃ      | -   | U+FB03 |                                            |
| |     |        |   |   |        | ﬄ      | -   | U+FB04 |                                            |
| |     |        |   |   |        | ﬅ      | -   | U+FB05 |                                            |
| |     |        |   |   |        | ﬆ      | -   | U+FB06 |                                            |
| De serbiska (serbokroatiska) är ligaturer inom datorteknik, inte språkligt sammanhörande bokstäver. De används att underlätta omvandling mellan kyrilliska och latinska bokstäver för en text. |     |        |   |   |        |        |     |        |                                            |